# Bitva u Plisky
Bitva u Plisky byla důsledkem sporů o nadvládu mezi bulharským chánem Krumem a byzantským císařem Nikoforem I. Turkický kmen Protobulhaři žil v 5. století mezi Donem, Azovským mořem, Kavkazem a Volhou. Protobulhaři se vyznačovali poctivostí a mírným zacházením s poddaným obyvatelstvem, které považovali za spojence. Sami zůstávali ovšem především bojovníky, zatímco jejich poddaní byli zemědělci.

## Bulharský chán Krum

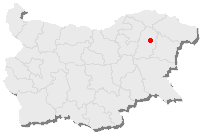
Lokalizace Plisky v Bulharsku

Ke změně bulharské politiky došlo po roce 803, kdy na trůn nastoupil chán Krum (vládl 803 až 814). Pomohl franckému králi a římskému císaři Karlu Velikému porazit Avary a zničit jejich říši. Říše Bulharů se tak rozšířila až do Uher k řece Tise a na východ k Dněpru. Chán Krum vytvořil pevný, vojensky organizovaný státní celek. Někdy byl také nazýván „novým Attilou“. O jeho vojenské moci svědčí, že jen pro dopravu obléhacích strojů potřeboval 5 000 vozů, tažených 10 000 voly. Bulharsko se v té době stalo největší zemí na Balkánském poloostrově a také bylo největší zemí v tomto období vůbec. Cílem chána Kruma bylo spojení všech zemí, které byly obývané Slovany, do jednoho státu. Stoupající moc chána Kruma sledoval s obavami byzantský císař Nikeforos I. (kolem 765 Seleukie Pisidská – 26. července 811 u Plisky). Nikoforos I. bulharskou říši toleroval, dokud hrozilo nebezpečí vpádu Avarů, kteří představovali stálé nebezpečím pro Byzanci. V letech 717 a 718 dokonce Avaři obléhali Cařihrad. Po porážce Avarů se ovšem vzrůstající moc bulharské říše stávala novou hrozbou pro Byzanci. Byzantský císař Nikeforos I. se proto rozhodl zasáhnout.

## Byzantský císař Nikeforos I.

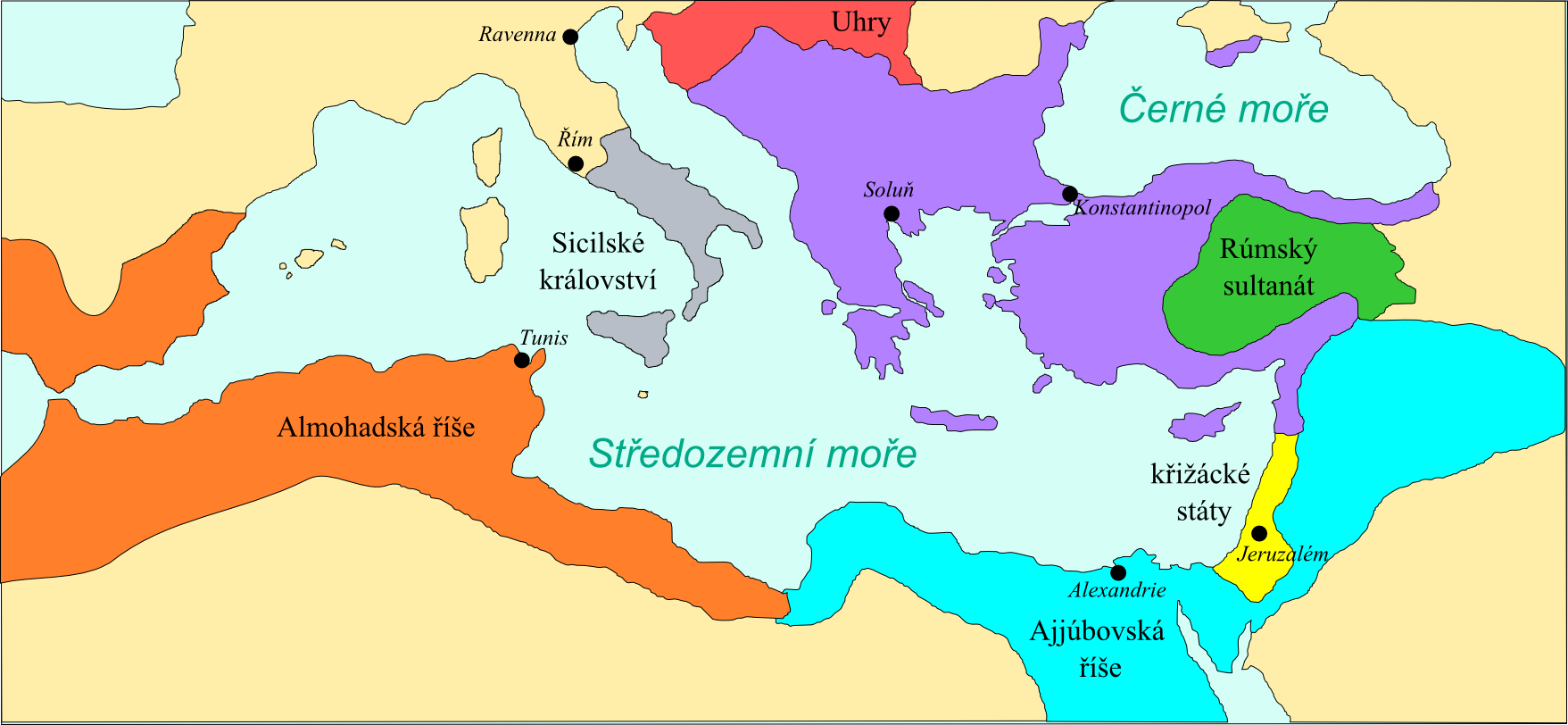
Byzantská říše

Nikeforos I. byl za vlády císařovny Ireny jejím finančním správcem. Císařem byl prohlášen 31. října 802 po převratu, kterým za podpory vojska císařovnu Irenu svrhl. Ještě téhož dne byl korunován. Přestože Ireně slíbil, že ji nechá dožít v jejím konstantinopolském paláci, poslal ji vzápětí do vyhnanství. Po Nikeforově nástupu na trůn navrhl Karel Veliký, který byl roku 800 korunován papežem Lvem III. jako římský císař, vzájemné uznání obou císařství. Nikeforos však na jeho návrh nepřistoupil. Jednalo se tehdy hlavně o Benátky, jedinou oblast, kde spolu východořímská a západořímská říše sousedily.  V roce 811 shromáždil Nikeforos armádu o síle 70 000 vojáků, rozhodnutý s Bulhary skoncovat jednou provždy. Protože se obával, že v době jeho nepřítomnosti by se mohlo stát cokoli, vzal se sebou na tažení každého, koho by možná napadlo využít této doby k nějakému spiknutí. S císařem tedy táhla do boje elita Byzance, včetně jeho syna Stauricia a tzv. Tagmaty – pravidelné byzantské armády, pověstné svým obléhacím uměním. Nikeforos I. využil toho, že chán nebyl na svém území, neboť byl právě na válečném tažení do Makedonie, a obsadil Krumův palác v jeho domovském městě Pliska. Byzantská armáda město vypálila a vydrancovala, obyvatelstvo pobila, uvádí se 12 000 obětí. Pliska byla totálně zničena. Byzantská pokladna se naplnila kořistí. Když se Krum dozvěděl o zničení města a vraždění obyvatel, bylo pozdě na návrat a záchranu města. I přes zničení města a tisíce obětí chán Krum nabídl císaři Nikeforovi I. mír. Poslal mu tuto zprávu: „Vyhrál jsi, porazil si mě, vezmi si, co chceš a odejdi v pokoji“. Ale Nikeforos zprávu roztrhal a nabízený mír odmítl. Vždyť Krumovo město bylo zničeno, vojenská posádka pobita. V nadšení nad vítězstvím a bohatou kořistí byzantský císař ale zapomněl, že Krumova armáda stále existuje. A to byla vojenská chyba. Chán Krum se rozhodl pro odvětu. Shromáždil bojovníky, posílil své vojsko o avarské žoldnéře a najal dokonce i ženy.

## Průběh bitvy

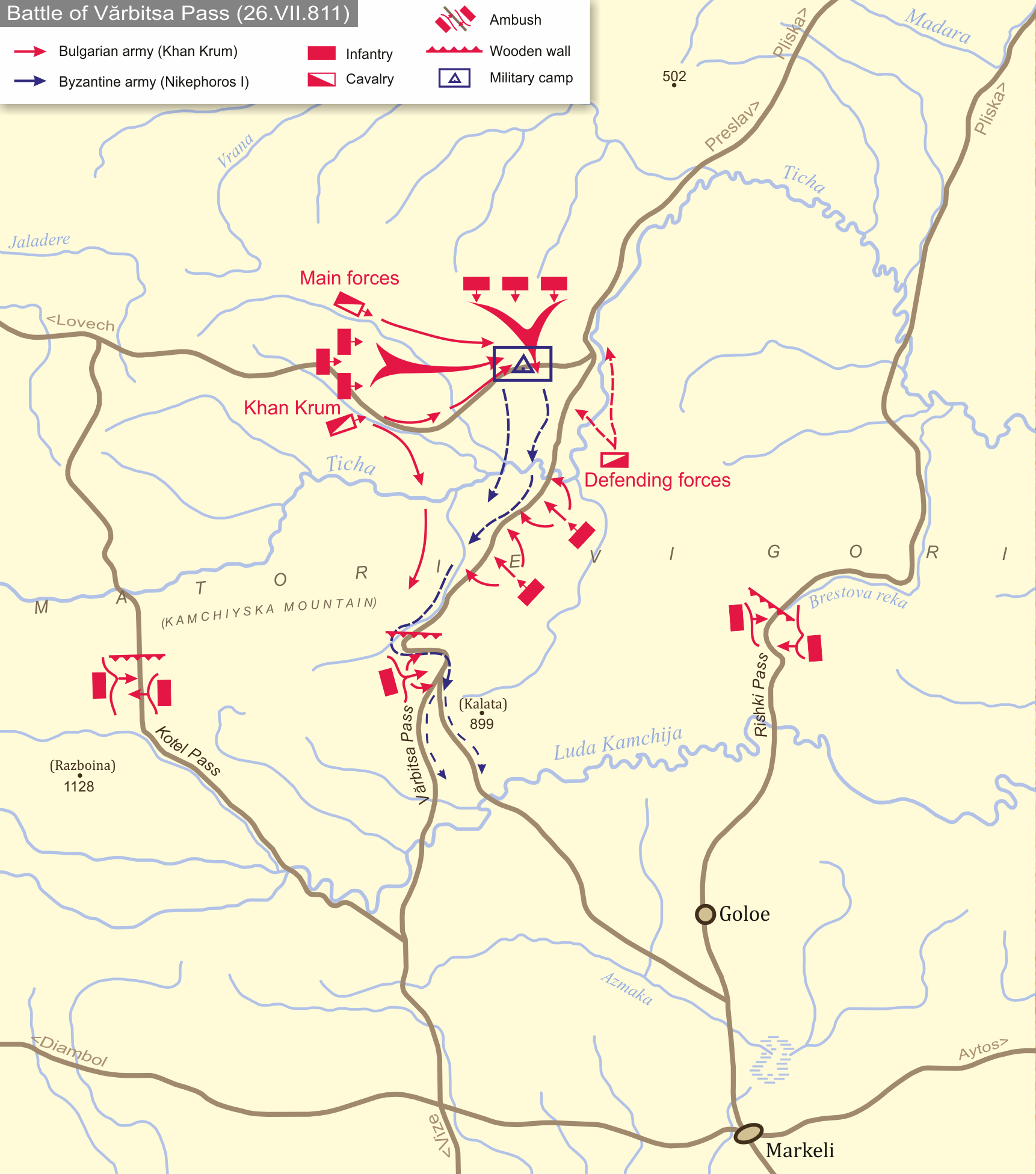
Schéma bitvy

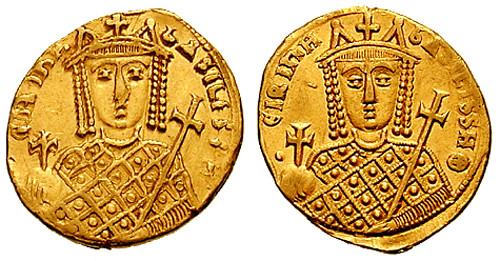
Solidus císařovny Ireny

Krum se rozhodl využít své znalosti místního terénu a vlákat Nikefora do pasti. Věděl, že v otevřené bitvě by jeho šance na vítězství nebyly valné. Předpokládal, že Nikeforos bude opojen úspěchem a bude se bude chovat lehkovážně. Nikeforos opravdu zapomněl na opatrnost a pokládal cestu Bulharskem za příjemný výlet. Odvolal své zvědy a bezstarostně táhl Bulharskem. Na to chán Krum čekal. Nechal zatarasit všechny průsmyky na cestě, kudy předpokládal, že Byzantinci potáhnou. Do jedné z pastí se byzantská armáda se chytila, když Nikeforova armáda vstoupila do jednoho z Krumem předem obsazených průsmyků. K zaskočenému císaři dorazili jeho jezdci z předního voje se zprávou, že Bulhaři zablokovali východ z průsmyku palisádou z klád. Než mohlo být vydán povel k ústupu, dorazili jezdci ze zadního voje. Nesli zprávu, že u východu z průsmyku se objevily bulharské jednotky. Cesta z průsmyku ve Staré planině byla zablokovaná. Císařské vojsko bylo v pasti. Bylo 23. července 818. Po další dva dny Byzantinci tábořili v průsmyku, aniž by se o cokoli pokusili. Početně Bulhary sice převyšovali, ale v úzkém údolí nemohli svou převahu využít. Nikeforos I. byl zoufalý, nerozhodný, z císaře se stal fatalista. Dokonce když se jeho syn Stauricius pokusil svého otce přemluvit k nějaké akci, která by řešila situaci, dostal tuto odpověď: „Ani kdybychom dostali křídla, nikdo nemůže doufat, že unikne zkáze.“ Nastal čas pro chána Kruma. Nařídil svým mužům, aby tloukli svými štíty a zároveň demoralizovali byzantinské vojáky voláním o beznadějnosti jejich postavení. Pak byl vydán povel k útoku. Rozkaz zněl nejdříve zaútočit na tábor Tagmaty a královské stany. V nastalém zmatku se mnozí byzantští vojáci nechali zahnat do močálů kolem koryta řeky, kde je bulharští vojáci zmasakrovali nebo utopili. Nakonec prý byla řeka naplněna mrtvolami tak, že tisíce mužů přecházeli přes řeku po tělech svých spolubojovníků. Ti, kteří prošli močálem, narazili na palisádu. Komu se podařilo vyšplhat na palisádu, se vzápětí zabil pádem do hlubokého příkopu, který byl vyhlouben na druhé straně. Jiní klády podpálili, a projeli plameny na koni. Ale i ti na druhé straně popadali do ukrytých příkopů. Teprve když klády důkladně prohořely, mohly se trosky Nikeforovy kdysi slavné armády spasit útěkem - při kterém je ovšem pronásledovala Krumova armáda. Bulhaři tak využili dokonale znalosti terénu a Byzantinci byli na hlavu poraženi. Také císař Nikeforos v boji padl. Od roku 378, kdy byl v bitvě u Adrianopole zabit císař Valens, byl Nikeforos I. prvním císařem, který padl v poli. Hlava zabitého císaře byla přibitá na kůl. Jeho lebka byla později vyčištěná a pokována stříbrem. Nakonec z ní byl zhotoven kalich, ze kterého pil chán Krum. Podle jeho víry tím vstřebával do sebe sílu poraženého Nikefora.

## Důsledky bitvy
Cařihrad byl otřesen. Lidé byli toho názoru, že Bůh odebral císaři svou přízeň pro jeho aroganci a přílišné sebevědomí. A když se doslechli o tom, že z lebky jejich císaře teď pije chán Krum, byli zděšeni, rozhořčeni a rozhodli se pomstít. Protože Nikeforův syn Stauricius zemřel na následky zranění z bitvy, císařem se stal Michal. Od dvou křesťanů, uprchlých z Bulharska se Michal dozvěděl, že Krum plánuje útok na byzantská území. Michal postavil armádu a vytáhl do Mersinicie, ke Krumovu ležení. Michal byl opatrný, váhal s útokem. Obával se, že by mohl padnout do podobné léčky jako jeho předchůdce. Patnáct dnů stály obě armády proti sobě a nikdo se neodvážil zaútočit. Nakonec se Michal nechal přemluvit k útoku. Před obrovskou byzantskou armádou se Bulhaři se dali na útěk. Velitel levého křídla se dal do pronásledování prchajících doufaje, že ho císař s armádou bude následovat a pomůže mu prchající armádu zlikvidovat. Avšak levé křídlo se příliš vzdálilo od císařské armády a byzantští bojovníci zůstali osamoceni. Krumova armáda vycítila příležitost, vrátila se, a byzantince zlikvidovala. Když císař Michal spatřil takovou katastrofu, uprchl zpět do Cařihradu. Tam byl nucen vzdát se koruny ve prospěch jednoho ze svých vojevůdců Lva Arména. Byl to právě Lev Armén, který zradil císaře Michala a zosnoval útěk byzantské armády.